# Pat & Patachon

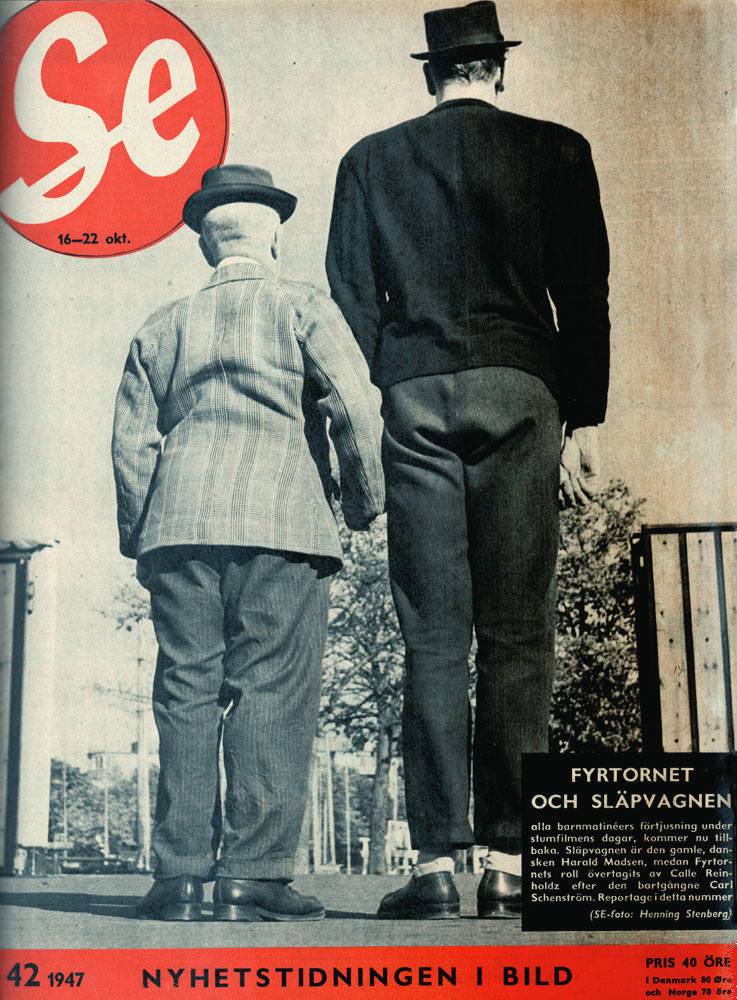
Pat (rechts) & Patachon

Pat & Patachon (original Fy og Bi) war ein dänisches Komikerduo der Stummfilmzeit. Es wurde verkörpert von Carl Schenstrøm (1881–1942) als Pat (original Fyrtårnet: Leuchtturm) und Harald Madsen (1890–1949) als Patachon (Bivognen: Anhänger oder Beiwagen). Zwischen 1921 und 1940 drehten beide etwa 55 Filme.
Der sprichwörtliche Ausdruck wie Pat und Patachon (auch: wie Pat und Patterchen) bezeichnet scherzhaft das ungeschickt wirkende Nebeneinander zweier Personen mit sehr verschiedenem Körperbau.

## Chronologie
| Sprachraum | Rollennamen                                                |
| --- | ---------------------------------------------------------- |
| Dänisch Original                                                                                                  | Fyrtårnet og Bivognen Leuchtturm und Beiwagen              |
| Schwedisch | Fyrtornet och släpvagnen Leuchtturm und Anhänger           |
| Norwegisch | Telegrafstolpen og Tilhengeren Telegrafenmast und Anhänger |
| Deutsch | Pat & Patachon*                                            |
| Italienisch | Il lungo e il corto Der Lange und der Kurze                |
| Italienisch | Pat e Patachon                                             |
| Niederländisch | Watt en Halfwatt                                           |
| Englisch (Europa)                                                                                                 | Long & Short Lang & Kurz                                   |
| Englisch (Europa)                                                                                                 | Pat and Patachon                                           |
| USA | Ole and Aksel                                              |
| Französisch | Doublepatte et Patachon*                                   |
| Französisch | Pat et Patachon                                            |
| Spanisch | Doublepatte y Patachon*                                    |
| Spanisch | Pat y Patachon                                             |
| Rumänisch | Pat și Patachon                                            |
| Türkisch | Düz Taban’la Bastı Bacak Plattfuß und Langbein             |
| Ungarisch | Zoro és Huru                                               |
| Polnisch | Pat i Patachon*                                            |
| Tschechisch | Pat a Patachon*                                            |
| Bulgarisch | Крачун и Малчо                                             |
| *Der Begriff Patache steht in einigen Sprachen für ein kurzes Gefährt für mehrere Personen oder eine Art Beiboot. |                                                            |

Film, flirt og forlovelse, der erste Film mit Schenstrøm und Madsen in den Rollen der Landstreicher Fyrtaarnet (neuere Schreibweise: Fyrtårnet) und Bivognen, entstand 1921 als Idee des dänischen Regisseurs Lau Lauritzen senior, unter dessen Leitung auch die nächsten, über 30 Stummfilme gedreht wurden. Die Vagabundenabenteuer des schlaksigen Fyrtaarnet und seines gedrungen dicklichen Kompagnons Bivognen zeigen meist deren Einmischung in den Alltag der bürgerlichen Gesellschaft, der sie mit grotesken Methoden zu neuem Liebesglück oder häuslichem Chaos verhelfen, und waren erfolgreiche Kassenschlager in Europa; es wurden gar einige Filmfestivals abgehalten.
Schon vor der Trennung von Lauritzen im Jahre 1932 drehten Schenstrøm und Madsen mit anderen Regisseuren auch einige Tonfilme (z. B. Alf's Carpet 1929, in den Rollen von Bill und Alf, die im deutschen allerdings auch als Pat & Patachon aufgeführt wurden). Seitdem drehten Pat & Patachon fast nur noch im Ausland, zuletzt in Deutschland. Nur einen Film drehten Pat & Patachon noch in Dänemark, ihr Letzter: I de gode gamle dage (In den guten alten Zeiten) wurde 1940 in Kopenhagen uraufgeführt.
Nach Schenstrøms Tod versuchte Madsen 1948 das Sujet zusammen mit Carl Reinholdz als Calle og Palle noch einmal zu behandeln.

## Posthume Bearbeitungen und Veröffentlichungen
In den 1950er Jahren erschienen tonsynchronisierte P & P-Filme in Spielfilmlänge, die aus dem alten Stummfilmmaterial zusammengeschnitten worden waren. Carl Nørrested, Filmhistoriker und Enkel Schenstrøms, kritisierte diese Neubearbeitungen scharf.
Das ZDF übernahm 33 Filme von der dänischen Produktionsfirma Palladium und sendete diese auf 59 Folgen verteilt von 1968 bis 1970. Das ZDF ließ die Stummfilme von Hanns Dieter Hüsch im Erzählstil synchronisieren.
Im Jahr 2005 erschienen 55 Folgen auf DVD (7 DVD-Box, Fa. Kinowelt) in der ZDF-Fassung mit dem Erzählkommentar von Hanns Dieter Hüsch. Eine umfassende Edition (z. B. aus Dänemark) steht bis heute aus.
Die Pat & Patachon-Kurzfilme sind meist Zusammenschnitte auf die übliche Stummfilmlänge von 20 Minuten (10 Minuten per reel/Rolle), die teils kritikwürdig sind. Dabei ist aber zu bedenken, dass Pat & Patachon oft nur Nebenrollen/Kurzauftritte in 3–4-stündigen Stummfilmen hatten – als humorvolles Element in (durchaus ernst gemeinten) Gefühlsdramen. Aus solchen Stummfilmopern hat man dann alles Pat & Patachon-Material zu einer mehr oder weniger sinnvollen Handlung zusammengeschnitten. Vermutlich kann ihre Kunst aus diesen überlangen Filmen nur in solcher Form für die Gegenwart gerettet werden.
Für ihre vor allem späteren Auftritte als Hauptdarsteller bzw. bei üblicher Spielfilmlänge gilt das selbstverständlich nicht.

## Namensherkunft
Der Begriff Pat und Patchen taucht bereits in dem 1795 erschienenen Werk Hesperus oder 45 Hundposttage des deutschen Schriftstellers Jean Paul auf.

## Filmografie

### Erstausstrahlungen
| Uraufführung | Titel                                               | Deutscher Titel | Deutsche Fernsehuraufführung (Urfassung) | Sonstiges                                                              |
| Uraufführung | Titel                                               | Deutscher Titel | Deutsche Fernsehuraufführung (Hanns-Dieter-Hüsch-Fassung) | Sonstiges                                                              |
| ------------ | --------------------------------------------------- | --- | --- | ---------------------------------------------------------------------- |
| 26.12.1920   | Væddeløberen                                        | Der Wettläufer | |                                                                        |
| unbekannt    | Et Sommereventyr eller: de Keder sig paa Landet     | Ein Sommerabenteuer oder: Langeweile auf dem Lande Abenteuer auf dem Lande                                                                                     | |                                                                        |
| 24.1.1921    | Landsvägsriddare/Tyvepak                            | Diebsgesindel | | Schweden Mit Aage Benedixen als Patachon                               |
| 17.10.1921   | Film, Flirt og Forlovelse                           | Film, Flirt und Verlobung | ZDF, 6.2.1970 als „Betrogenes Frauenherz“ |                                                                        |
| 17.10.1921   | Film, Flirt og Forlovelse                           | Film, Flirt und Verlobung | ZDF, 9.11.1984 als Oskar der Schürzenjäger |                                                                        |
| 12.1.1922    | Sol, Sommer og Studiner                             | Sommer, Sonne und Studentinnen | ZDF, 21.9.1968 als Hilfe, wir müssen fliehen |                                                                        |
| 12.1.1922    | Sol, Sommer og Studiner                             | Sommer, Sonne und Studentinnen | ZDF, 29.6.1984 als Gestörtes Familienglück |                                                                        |
| 27.3.1922    | Landligger Idyl Vandgang                            | Sommerfrischler, Idylle im Wasser oder: Was das Schilf erzählt                                                                                                 | |                                                                        |
| 12.9.1922    | Han, Hun og Hamlet                                  | Er, sie und Hamlet | |                                                                        |
| 24.10.1922   | Mellem Muntre Musikanter                            | Die beiden Musikanten Die munteren Musikanten Die Braut aus Australien                                                                                         | ZDF, 3.1.1969 als Alles für Musik und Liebe |                                                                        |
| 24.10.1922   | Mellem Muntre Musikanter                            | Die beiden Musikanten Die munteren Musikanten Die Braut aus Australien                                                                                         | ZDF, 14.9.1984 als Der Kleine im Leierkasten |                                                                        |
| 18.12.1922   | Blandt Byens Børn                                   | Pat und Patachon im 7. Himmel | |                                                                        |
| 12.2.1923    | Kan Kaerlighed Kureres                              | Die verlorene Tochter Bummler und brennende Liebe | |                                                                        |
| 10.9.1923    | Vore Venners Vinter                                 | Pat und Patachon im Schnee Liebe im Schnee | ZDF, 28.12.1968 als Retter im Schnee |                                                                        |
| 10.9.1923    | Vore Venners Vinter                                 | Pat und Patachon im Schnee Liebe im Schnee | ZDF, 2.11.1984 als Retter im Schnee |                                                                        |
| 24.9.1923    | Daarskab, Dyd og Driverter                          | Pat und Patachon als Fotografen Pat und Patachon als Menschenfresser                                                                                           | ZDF, 16.11.1968 als Brennende Liebe |                                                                        |
| 24.9.1923    | Daarskab, Dyd og Driverter                          | Pat und Patachon als Fotografen Pat und Patachon als Menschenfresser                                                                                           | ZDF, 19.10.1984 als Der Tugendsieg |                                                                        |
| 1.1.1924     | Lille Lise Letpaataa                                | Pat und Patachon und die kleine Tänzerin | ZDF, 13.10.1968 als Die kleine Tänzerin |                                                                        |
| 1.1.1924     | Lille Lise Letpaataa                                | Pat und Patachon und die kleine Tänzerin | ZDF, 12.10.1984 als Die kleine Tänzerin |                                                                        |
| 14.1.1924    | Professor Petersens Plejebørn                       | Professor Petersens Pflegekinder Der Kampf mit dem Drachen | ZDF, 12.9.1969 als Erwachende Herzen – Teil 1: Die liebliche Auguste ZDF, 26.9.1969 als Erwachende Herzen – Teil 2: Ein reizendes Pflegekind |                                                                        |
| 14.1.1924    | Professor Petersens Plejebørn                       | Professor Petersens Pflegekinder Der Kampf mit dem Drachen | ZDF, 13.4.1984 als Erwachende Herzen – Teil 1: Die liebliche Auguste' und 'Erwachende Herzen – Teil 2: Die Liebe bricht aus |                                                                        |
| 6.10.1924    | Raske Riviera-Reisende                              | Fesche Riviera-Reisende Pat und Patachon am Mittelmeer Pat und Patachon auf Weltreise                                                                          | ZDF, 30.1.1968 als Das Geheimnis der Zwei Krüge |                                                                        |
| 6.10.1924    | Raske Riviera-Reisende                              | Fesche Riviera-Reisende Pat und Patachon am Mittelmeer Pat und Patachon auf Weltreise                                                                          | ZDF, 6.7.1984 als Pat und Patachons geheimnisvoller Goldschatz |                                                                        |
| 24.10.1924   | Ole Opfinders Offer                                 | Die alte Mühle Pat und Patachon als Müller | ZDF, 2.11.1968 |                                                                        |
| 24.10.1924   | Ole Opfinders Offer                                 | Die alte Mühle Pat und Patachon als Müller | ZDF, 21.9.1984 als Die alte Mühle |                                                                        |
| 16.2.1925    | Takt, Tone og Tosser                                | Takt, Töne und Toren Zirkus Pat und Patachon | ZDF, 28.9.1984 als Adel aus der Manege |                                                                        |
| 6.4.1925     | Polis Paulus' påskasmäll                            | Die Spritschmuggler Pat und Patachon als Polizisten | ZDF, 5.12.1969 als Ich, der Polizeipräsident – Teil 1: Immer Aktiv ZDF, 19.12.1969 als Ich, der Polizeipräsident – Teil 2: Hier muss ein Nest sein | Schweden Regie Gustaf Molander                                         |
| 6.4.1925     | Polis Paulus' påskasmäll                            | Die Spritschmuggler Pat und Patachon als Polizisten | ZDF, 17.2.1984 als Ich, der Polizeipräsident – Teil 1: Immer im Streß und Ich, der Polizeipräsident – Teil 2: Der Gangsterschreck |                                                                        |
| 14.9.1925    | Zwei Vagabunden im Prater                           | Pat und Patachon im Prater | | Österreich Regie Hans Otto Löwenstein                                  |
| 23.11.1925   | Grønkøbings Glade Gavtyve                           | Pat und Patachon als Millionäre Der Onkel aus Amerika | ZDF, 14.12.1968 als Millionenerbschaft |                                                                        |
| 23.11.1925   | Grønkøbings Glade Gavtyve                           | Pat und Patachon als Millionäre Der Onkel aus Amerika | ZDF, 13.7.1984 als Ein Segensreicher Schwindel |                                                                        |
| 26.12.1925   | Ulvejægerne                                         | Pat und Patachon auf Wolfsjagd Die Wolfsjäger | ZDF, 9. 23.5.1969 als Die Wolfsjäger, Teil 1: Die heimliche Tochter ZDF, 23.5.1969 als "Die Wolfsjäger, Teil 2: Von Weibern und Wölfen" |                                                                        |
| 26.12.1925   | Ulvejægerne                                         | Pat und Patachon auf Wolfsjagd Die Wolfsjäger | ZDF, 9.3.1984 als Die Wolfsjäger, Teil 1: Die heimliche Tochter als Die Wolfsjäger, Teil 2: Von Weibern und Wölfen |                                                                        |
| 9.1.1926     | Dødsbokseren                                        | Pat und Patachon auf hoher See Pat und Patachon mit Volldampf voraus                                                                                           | ZDF, 7.11.1969 als Des Meeres und der Liebe Wellen Teil 1: Rosamunde, die schüchterne Bardame ZDF, 21.11.1969 als Des Meeres und der Liebe Wellen, Teil 2: Der rasende Killer |                                                                        |
| 9.1.1926     | Dødsbokseren                                        | Pat und Patachon auf hoher See Pat und Patachon mit Volldampf voraus                                                                                           | ZDF, 27.1.1984 als Ehrgeizige Sportfreunde, Teil 1: Liebe und Hiebe als Ehrgeizige Sportfreunde, Teil 2: Ein Löwe im Ring |                                                                        |
| 4.6.1926     | Schwiegersöhne                                      | Pat und Patachon als Schwiegersöhne | | Österreich 1926 Regie Hans Steinhoff                                   |
| 20.9.1926    | Ebberöds Bank                                       | Bankhaus Pat und Patachon | | Schweden Regie Sigurd Wallén                                           |
| 26.11.1926   | Don Quichote                                        | Der Ritter von der traurigen Gestalt | ZDF 22.5. + 29.5. + 5.6.1969 Der Ritter von der traurigen Gestalt 11.5.1984 Ritter ohne Furcht und Adel Teil 1 Der Abenteurer erster Teil, Teil 2: Der Abenteurer zweiter Teil | Spanien Vorlage: Miguel de Cervantes' Roman Don Quichote               |
| 29.11.1926   | Lykkehjulet                                         | Das Glücksrad / Die lustigen Vagabunden / Die lustigen Landstreicher                                                                                           | ZDF 13.2.1969 Geheimfach 0017 / 26.10.1984 Das entschwundene Testament | Dänemark Regie Urban Gad                                               |
| 8.9.1927     | Vester vov vov                                      | Pat und Patachon am Nordseestrand / Pat und Patachon Strandurlaub                                                                                              | ZDF 25.4.1969 (1) Die Krabbenfischer (2) Das Findelkind 6.4.1984 Wirbel am Nordseestrand Teil 1 Krabbenfischer Teil 2: Ein taktvolles Mutterherz |                                                                        |
| 7.12.1927    | Tordenstenene                                       | Pat und Patachon auf dem Pulverfaß | ZDF 14.2.1969 In den Händen des Satans Teil 1: Segelpartie für Brigitte, Teil 2: 28.2.1969 Gefährliche Erbschaft, 14.3.1969 Teil 3: Wunderbare Rettung, 8.6.1984 Satans Paradies Teil 1: Segelpartie für Brigitte Teil 2: 15.6.1984 Die Teuflische Wahrheit, Teil 3: 22.6.1984 Wunderbare Rettung |                                                                        |
| 2.2.1928     | Kongen af Pelikanien                                | Pat und Patachon in Pelikanien / Der König von Pelikanien / Die Königin von Pelikanien / Die beiden Getreuen / Die beiden Diplomaten                           | ZDF 14.8.1969 Abenteuer in Pelikanien Teil 1 Der Putsch Teil 2: 29.8.1969 Um Herz und Krone Teil 1 Putsch in Pelikanien Teil 2: König in Pelikanien Teil 2: König für eine Nacht | Dänemark 1928 Regie Valdemar Anderson                                  |
| 20.2.1928    | Kraft og Skønhed                                    | Pat und Patachon auf dem Wege zu Kraft und Schönheit / Pat und Patachon im Schönheitssalon / Umwege zu Kraft und Schönheit                                     | ZDF 27.2.1970 Anmut und Schönheit 5.10.1984 Kraft durch Schönheit |                                                                        |
| 1.10.1928    | Filmens Helte                                       | Pat und Patachon, die Filmhelden / Pat und Patachon im Wilden Westen                                                                                           | ZDF 25.12.1969 Pat und Patachon als Filmhelden / 13.1.1984 Geborene Filmstars Teil 1 Die große Chance Teil 2 Qualvolles Fieber |                                                                        |
| 5.10.1928    | Cocktails                                           | Die blinden Passagiere / Pat und Patachon und Kokain | ZDF 17. & 31.1.1969 Kampf gegen Gift und Gangster 16.3.1984 Rauschgift Teil 1 Großer Ärger mit der Ware Teil 2 Entlarvung des Verbrechers | England 1928 Regie Monty Banks                                         |
| 22.2.1929    | Kys, Klap og Kommers                                | Küsse, Kläppse und Kniffe / Pat und Patachon als Detektive | ZDF 4.9.1969 Pat und Patachon als Meisterdetektive 2.3.1984 Raffinierte Meisterdetektive Teil 1 Im Zimmer des Schreckens Teil 2 Die bedrohliche Weinprobe |                                                                        |
| 16.9.1929    | Hallo, Afrika Derude                                | Pat und Patachon als (unter) Kannibalen | ZDF 6.6.1969 Verschleppt in die Südsee Teil 1 Die Töchter des Grafen Teil 2 20.6.1969 Freunde des Häuptlings 4.5.1984 Traumschiff in die Südsee Teil 1 Der Krach in der Kneipe Teil 2 Der Häuptling und sein Essen                                                                                |                                                                        |
| 9.11.1929    | Alf's Carpet / The Rocket Bus                       | Pat und Patachon im Raketenomnibus / Pat und Patachons Luftreise                                                                                               | ZDF 3.10.1970 Verbrechen im Orient Teil 1 Das Geheimnis des Sohlenkitzlers Teil 2 10.4.1970 Der unersättliche Kalif 3.2.1984 Der Fliegende Teppich Teil 1 Ein Bus vom Hinterhof Teil 2 Verbrechen im Orient                                                                                       | England 1929 Regie W.P. Kelino                                         |
| 26.12.1929   | Højt paa en Kvist                                   | Pat und Patachon als Modekönige | ZDF 28.3.1969 Pension Fortuna Teil 1 Reizende Nachbarschaft Teil 2 11.4.1969 Das Wundersame Orakel 30.3.1984 Der unfreundliche Nachbar Teil 1 Die Süßen von drüben Teil 2 Einen Portion Prügel |                                                                        |
| 6.9.1930     | Hr. Tell og Søn                                     | Pat und Patachon als Kunstschützen | ZDF 10.10.1969 Der kaltblütige Kunstschütze Teil 1 Jeder Schuss ein Treffer Teil 2 24.10.1969 Tell und Sohn 20.1.1984 Der kaltblütige Kunstschütze Teil 1 Blaue Bohnen um die Ohren Teil 2 Wilhelm Tell kriegt Prügel                                                                             |                                                                        |
| 5.12.1930    | Tausend Worte Deutsch                               | | | Deutschland 1930 Regie Georg Jacoby                                    |
| 26.12.1930   | Pas Paa Pigerne                                     | Pat und Patachon auf Freiersfüßen / Pat und Patachon auf Brautschau                                                                                            | ZDF 4.7.1969 Verlobung mit Kavalieren Teil 1 In tausend Nöten Teil 2 18.7.1969 Gangster Schmuck und blaue Bohnen 10.2.1984 Versprochene Bräute Teil 1 Die rettende Hütte Teil 2 Die aufmerksamen Leibwächter                                                                                      |                                                                        |
| 14.9.1931    | Krudt med Knald                                     | Knall und Fall / Rauchloses Pulver / Volldampf voraus | ZDF 23.1.1970 Teil 1 Die unheimliche Erfindung 30.1.1970 Teil 2 Die Gehetzten 27.4.1984 Rauchloses Pulver Teil 1 Erfinderschnaps Teil 2 Spione in der Falle |                                                                        |
| 18.1.1932    | I Kantonnement                                      | Schritt und Tritt / Im gleichen Schritt und Tritt | ZDF 2.1.1970 08/15 Alte Kameraden Teil 1 Die Einberufung Teil 2 16,1,1970 Der Manöverball 23.3.1984 Stramme Reservisten Teil 1 Die Einberufung Teil 2 Die Kämpfer im Einsatz |                                                                        |
| 5.8.1932     | (Wiener) Lumpenkavaliere                            | | | Österreich 1932 Regie Carl Boese                                       |
| 8.11.1932    | Han, Hun og Hamlet                                  | Pat und Patachon schlagen sich durch / Die Gnädige und Hamlet / Pat und Patachon im Mädchenpensionat / Pat und Patachon als Schauspieler / Auf hoher See       | ZDF 6.3.1970 Vom Theater besessen Teil 1 Die Nachtvorstellung Teil 2 13.3.1970 Auf dem Wege zum Ruhm Teil 3 20.3.1970 Die letzte Vorstellung 18.5.1984 Unruhiges Theaterblut Teil 1 Die nächtliche Probe Teil 2 25.5.1984 Schiffsreise zum Ruhm Teil 3 1.6.1984 Der Theaterskandal                |                                                                        |
| 31.3.1933    | Med Fuld Musik                                      | Mit Pauken und Trompeten | | mit Hans W. Petersen als Patachon                                      |
| 29.11.1935   | Zirkus Saran                                        | Knox und die Lustigen Vagabunden | | Österreich 1935 Regie E. W. Emo                                        |
| 3.4.1936     | (Pat und Patachon als) Mädchenräuber!!!             | Pat und Patachon & Kokain | | Deutschland 1936 Regie Fred Sauer                                      |
| 21.8.1936    | (Pat und Patachon als) Blinde Passagiere            | | | Deutschland 1936 Regie Fred Sauer                                      |
| 22.2.1937    | Bleka Greven                                        | Pat und Patachon als Detektive, Verrückte Zeiten | | Schweden 1937 Regie Gösta Rodin                                        |
| 22.10.1937   | Pat und Patachon im Paradies                        | | | Österreich 1937 Regie Carl Lamac                                       |
| 9.8.1940     | I de gode gamle Dage                                | Aus guten alten Zeiten | ZDF 24.4.1970 Fürstenhass und Fürstenliebe Teil 1 Die tödliche Beleidigung Teil 2 8.5.1970 Spione im Schloß Teil 3 15.5.1970 Die letzte Schlacht 24.8.1984 Pat und Patachon Teil 1 zwei schöne Fürstenkinder Teil 2 31.8.1984 Das hustende Pferd Teil 3 7.9.1984 Der Kampf vor der Hochzeit       | Dänemark 1940 Regie Johan Jacobsen                                     |
| 26.2.1948    | Hjältar mot sin vilja / Calle og Palle              | Zirkusfreundschaft / Artistenfreundschaft / Pat und Patachon im Zirkus / Gangster, Liebe und Artisten                                                          | ZDF Pat und Patachon im Zirkus | Schweden, Dänemark 1948 Regie Rolf Husberg mit Calle Reinholdz als Pat |
| 11.7.1952    | Her er Vi igen                                      | Pat und Patachon wir sind schon wieder da nachsynchronisierter Zusammenschnitt von Hallo, Afrika forude 1929 und I Kantonnement 1931 mit kurzer Rahmenhandlung | | Dänemark 1952 Regie Ib Schønberg                                       |
| 29.3.1954    | Glade Dage                                          | nachsynchronisierter Zusammenschnitt aus Ulvejægerne 1926 und Tordenstenene 1927                                                                               | | Dänemark 1954 Regie Knud Kristensen und Edit Schlüssel                 |
| 11.7.1955    | Fy og bi paa Eventyr                                | Pat und Patachon auf Abenteuer, nachsynchronisierter Zusammenschnitt von Vore venners vinter 1923 Grønkøbings glade gavtyve 1925 und Hr. Tell og søn 1930      | | Dänemark 1955 Regie Sven Methling jun.                                 |
| 20.6.1956    | Flud af Fiduser                                     | nachsynchronisierter Zusammenschnitt von Kys, klap og kommers 1929 und Kraft og skønhed 1928                                                                   | | Dänemark 1956 Regie Peer Gulbrandsen                                   |
| 29.6.1957    | Lutter Løjer                                        | Helden der Luft, nachsynchronisierter Zusammenschnitt von Lykkehjulet 1926 und The Rocket Bus 1929                                                             | |                                                                        |
| 1961         | Pat und Patachon jagen mit Dick und Doof Gespenster | Zusammenschnitt aus Bleka greven 1937 und dem US-Film The Laurel-Hardy Murder Case 1930                                                                        | |                                                                        |
| 27.8.1979    | Filmens Helte                                       | Pat und Patachon The Kings of Comics nachsynchronisierter Zusammenschnitt aus neuen Stummfilmen v. a. aus Filmens helte 1928                                   | | Dänemark 1979 Regie John Hilbard                                       |

Wenn nicht anders angegeben: Regie Lau Lauritzen senior in Dänemark; Carl Schenstrøm als Pat und Harald Madsen als Patachon

### Sendetermine im deutschen Fernsehen
- 30.01.1968 – 15.05.1970 im ZDF
- 13.01.1984 – 9.11.1984 im ZDF
- 20.03.1989 – 25.07.1989 in Sat.1
- 31.05.2000 – 24.07.2000 im Pay-TV (premiere)
- 17.05.2001 – 30.06.2001 im Pay-TV (premiere)